# Medallistas Olímpicos en Pentatlón moderno
Tabla de medallas de oro, plata y bronce del Pentatlón moderno en los Juegos Olímpicos en cada una de las pruebas que forman parte del torneo.

## Programa actual

### Individual masculino
| Edición             | Oro                                 | Plata                                   | Bronce                                  |
| ------------------- | ----------------------------------- | --------------------------------------- | --------------------------------------- |
| Estocolmo 1912      | Gösta Lilliehöök · Suecia           | Gösta Åsbrink · Suecia                  | Georg de Laval · Suecia                 |
| Amberes 1920        | Gustaf Dyrssen · Suecia             | Erik de Laval · Suecia                  | Gösta Runö · Suecia                     |
| París 1924          | Bo Lindman · Suecia                 | Gustaf Dyrssen · Suecia                 | Bertil Uggla · Suecia                   |
| Ámsterdam 1928      | Sven Thofelt · Suecia               | Bo Lindman · Suecia                     | Helmut Kahl · Alemania                  |
| Los Ángeles 1932    | Johan Oxenstierna · Suecia          | Bo Lindman · Suecia                     | Richard Mayo · Estados Unidos           |
| Berlín 1936         | Gotthard Handrick · Alemania        | Charles Leonard · Estados Unidos        | Silvano Abbà · Italia                   |
| Londres 1948        | William Grut · Suecia               | George Moore · Estados Unidos           | Gösta Gärdin · Suecia                   |
| Helsinki 1952       | Lars Hall · Suecia                  | Gábor Benedek · Hungría                 | István Szondy · Hungría                 |
| Melbourne 1956      | Lars Hall · Suecia                  | Olavi Mannonen · Finlandia              | Wäinö Korhonen · Finlandia              |
| Roma 1960           | Ferenc Németh · Hungría             | Imre Nagy · Hungría                     | Robert Beck · Estados Unidos            |
| Tokio 1964          | Ferenc Török · Hungría              | Igor Novikov · Unión Soviética          | Albert Mokeyev · Unión Soviética        |
| México 1968         | Björn Ferm · Suecia                 | András Balczó · Hungría                 | Pavel Lednyov · Unión Soviética         |
| Múnich 1972         | András Balczó · Hungría             | Boris Onishchenko · Unión Soviética     | Pavel Lednyov · Unión Soviética         |
| Montreal 1976       | Janusz Pyciak-Peciak · Polonia      | Pavel Lednyov · Unión Soviética         | Jan Bártu · Checoslovaquia              |
| Moscú 1980          | Anatoli Starostin · Unión Soviética | Tamás Szombathelyi · Hungría            | Pavel Lednyov · Unión Soviética         |
| Los Ángeles 1984    | Daniele Masala · Italia             | Svante Rasmuson · Suecia                | Carlo Massullo · Italia                 |
| Seúl 1988           | János Martinek · Hungría            | Carlo Massullo · Italia                 | Vakhtang Iagorashvili · Unión Soviética |
| Barcelona 1992      | Arkadiusz Skrzypaszek · Polonia     | Attila Mizsér · Hungría                 | Eduard Zenovka · Equipo Unificado       |
| Atlanta 1996        | Alexander Parygin · Kazajistán      | Eduard Zenovka · Rusia                  | János Martinek · Hungría                |
| Sídney 2000         | Dmitri Svatkovskiy · Rusia          | Gábor Balogh · Hungría                  | Pavel Dovgal · Bielorrusia              |
| Atenas 2004         | Andrey Moiseyev · Rusia             | Andrejus Zadneprovskis · Lituania       | Libor Capalini · República Checa        |
| Beijing 2008        | Andrey Moiseyev · Rusia             | Edvinas Krungolcas · Lituania           | Andrejus Zadneprovskis · Lituania       |
| Londres 2012        | David Svoboda · República Checa     | Cao Zhongrong · República Popular China | Ádám Marosi · Hungría                   |
| Río de Janeiro 2016 | Aleksander Lesun · Rusia            | Pavlo Tymoshchenko · Ucrania            | Ismael Hernandez Uscanga · México       |
| Tokio 2020          | Joe Choong · Reino Unido            | Ahmed Elgendy · Egipto                  | Jun Woong-Tae · Corea del Sur           |
| París 2024          | Ahmed Elgendy · Egipto              | Taishu Sato · Japón                     | Giorgio Malan · Italia                  |

### Individual femenino
| Edición             | Oro                           | Plata                         | Bronce                              |
| ------------------- | ----------------------------- | ----------------------------- | ----------------------------------- |
| Sídney 2000         | Stephanie Cook · Reino Unido  | Emily deRiel · Estados Unidos | Kate Allenby · Reino Unido          |
| Atenas 2004         | Zsuzsanna Vörös · Hungría     | Jelena Rublevska · Letonia    | Georgina Harland · Reino Unido      |
| Beijing 2008        | Lena Schöneborn · Alemania    | Heather Fell · Reino Unido    | Anastasiya Samusevich · Bielorrusia |
| Londres 2012        | Laura Asadauskaitė · Lituania | Samantha Murray · Reino Unido | Yane Marques · Brasil               |
| Río de Janeiro 2016 | Chloe Esposito · Australia    | Élodie Clouvel · Francia      | Oktawia Nowacka · Polonia           |
| Tokio 2020          | Kate French · Reino Unido     | Laura Asadauskaitė · Lituania | Sarolta Kovács · Hungría            |
| París 2024          | Michelle Gulyás · Hungría     | Élodie Clouvel · Francia      | Seong Seung-Min · Corea del Sur     |

## Prueba descontinuada

### Equipos masculino
| Edición          | Oro                                                                     | Plata                                                                      | Bronce                                                            |
| ---------------- | ----------------------------------------------------------------------- | -------------------------------------------------------------------------- | ----------------------------------------------------------------- |
| Helsinki 1952    | Hungría · Gábor Benedek · Aladár Kovácsi · István Szondy                | Suecia · Lars Hall · Thorsten Lindqvist · Claes Egnell                     | Finlandia · Olavi Mannonen · Lauri Vilkko · Olavi Rokka           |
| Melbourne 1956   | Unión Soviética · Igor Novikov · Aleksandr Tarasov · Ivan Deryugin      | Estados Unidos · George Lambert · William Andre · Jack Daniels             | Finlandia · Olavi Mannonen · Wäinö Korhonen · Berndt Katter       |
| Roma 1960        | Hungría · Ferenc Németh · Imre Nagy · András Balczó                     | Unión Soviética · Igor Novikov · Nikolai Tatarinov · Hanno Selg            | Estados Unidos · Robert Beck · George Lambert · Jack Daniels      |
| Tokio 1964       | Unión Soviética · Igor Novikov · Albert Mokeyev · Viktor Mineyev        | Estados Unidos · James Moore · David Kirkwood · Paul Pesthy                | Hungría · Ferenc Török · Imre Nagy · Ottó Török                   |
| México 1968      | Hungría · András Balczó · István Móna · Ferenc Török                    | Unión Soviética · Boris Onishchenko · Pavel Lednyov · Stasys Šaparnis      | Francia · Raoul Gueguen · Lucien Guiguet · Jean-Pierre Giudicelli |
| Múnich 1972      | Unión Soviética · Boris Onishchenko · Pavel Lednyov · Vladimir Shmelyov | Hungría · András Balczó · Zsigmond Villányi · Pál Bakó                     | Finlandia · Risto Hurme · Veikko Salminen · Martti Ketelä         |
| Montreal 1976    | Reino Unido · Jim Fox · Danny Nightingale · Adrian Parker               | Checoslovaquia · Jan Bártu · Bohumil Starnovský · Jirí Adam                | Hungría · Tamás Kancsal · Tibor Maracskó · Szvetiszláv Sasics     |
| Moscú 1980       | Unión Soviética · Anatoli Starostin · Pavel Lednyov · Yevgeny Lipeyev   | Hungría · Tamás Szombathelyi · Tibor Maracskó · László Horváth             | Suecia · Svante Rasmuson · Lennart Pettersson · George Horvath    |
| Los Ángeles 1984 | Italia · Daniele Masala · Pier Paolo Cristofori · Carlo Massullo        | Estados Unidos · Michael Storm · Robert Gregory Losey · Dean Glenesk       | Francia · Paul Four · Didier Boube · Joël Bouzou                  |
| Seúl 1988        | Hungría · János Martinek · Attila Mizsér · László Fábián                | Italia · Carlo Massullo · Daniele Masala · Gianluca Tiberti                | Reino Unido · Richard Phelps · Dominic Mahony · Graham Brookhouse |
| Barcelona 1992   | Polonia · Arkadiusz Skrzypaszek · Dariusz Gozdziak · Maciej Czyzowicz   | Equipo Unificado · Anatoli Starostin · Dmitri Svatkovskiy · Eduard Zenovka | Italia · Gianluca Tiberti · Carlo Massullo · Roberto Bomprezzi    |